# غيوم كورتوا
غيوم كورتوا (بالفرنسية: Guillaume Courtois)‏ هو رسام فرنسي، ولد في 1628 في فرانش كونتيه في فرنسا، وتوفي في 15 يونيو 1679 في روما في إيطاليا بسبب مرض.